# یوهانس فتر
یوهانس فتر (آلمانی: Johannes Vetter؛ زادهٔ ۲۶ مارس ۱۹۹۳) پرتاب‌گر نیزه اهل آلمان است.
وی در مسابقات بین‌المللی در مجموع برندهٔ ۱ مدال طلا و ۱ مدال برنز شده‌است.